# Mic Sokoli
Mic Sokoli (ur. 1839 we wsi Fang k. Gjakove, zm. 20 kwietnia 1881 we wsi Slivovë k. Ferizaju) – albański działacz narodowy i organizator ruchu powstańczego w Kosowie.

## Życiorys
Był synem Sokola Ramy, jednego z organizatorów powstań antyosmańskich w Kosowie, w proteście przeciwko reformom Tanzimatu. W 1855, kiedy miał 16 lat Mic Sokoli po raz pierwszy wziął udział w bitwie z Czarnogórcami. W wieku 18 lat znalazł się pod opieką Sulejmana Vokshiego, który uczył go umiejętności walki i przetrwania w trudnym terenie górskim. Kilka lat później sformował własny oddział, na czele którego walczył przeciwko Turkom i Czarnogórcom. W kwietniu 1880 walczył z Czarnogórcami w rejonie Hoti i Grudy. Po powstaniu Ligi Prizreńskiej był jednym z najbardziej doświadczonych albańskich dowódców wojskowych. Otrzymał dowództwo nad ugrupowaniem liczącym 3000 ludzi i na ich czele wziął udział w walkach przeciwko osmańskiemu korpusowi ekspedycyjnemu Mehmeda Ali Paszy. Po zajęciu Prisztiny przez Turków, Sokoli atakował niewielkie oddziały tureckie operując z gór Germia. W czasie bitwy pod Slivove w kwietniu 1881, podległy mu oddział był ostrzeliwany przez turecką armatę z umocnionej pozycji, a próba jej zdobycia zakończyła się niepowodzeniem i doprowadziła do śmierci kilkunastu bojowników. Sokoliemu, który był ranny, udało się podkraść blisko pozycji wroga, po czym zasłonił własną piersią lufę armaty i doprowadził do jej upadku ze skały. Wystrzał z działa rozerwał ciało Sokoliego.
Był żonaty, miał dwoje dzieci.

## Pamięć

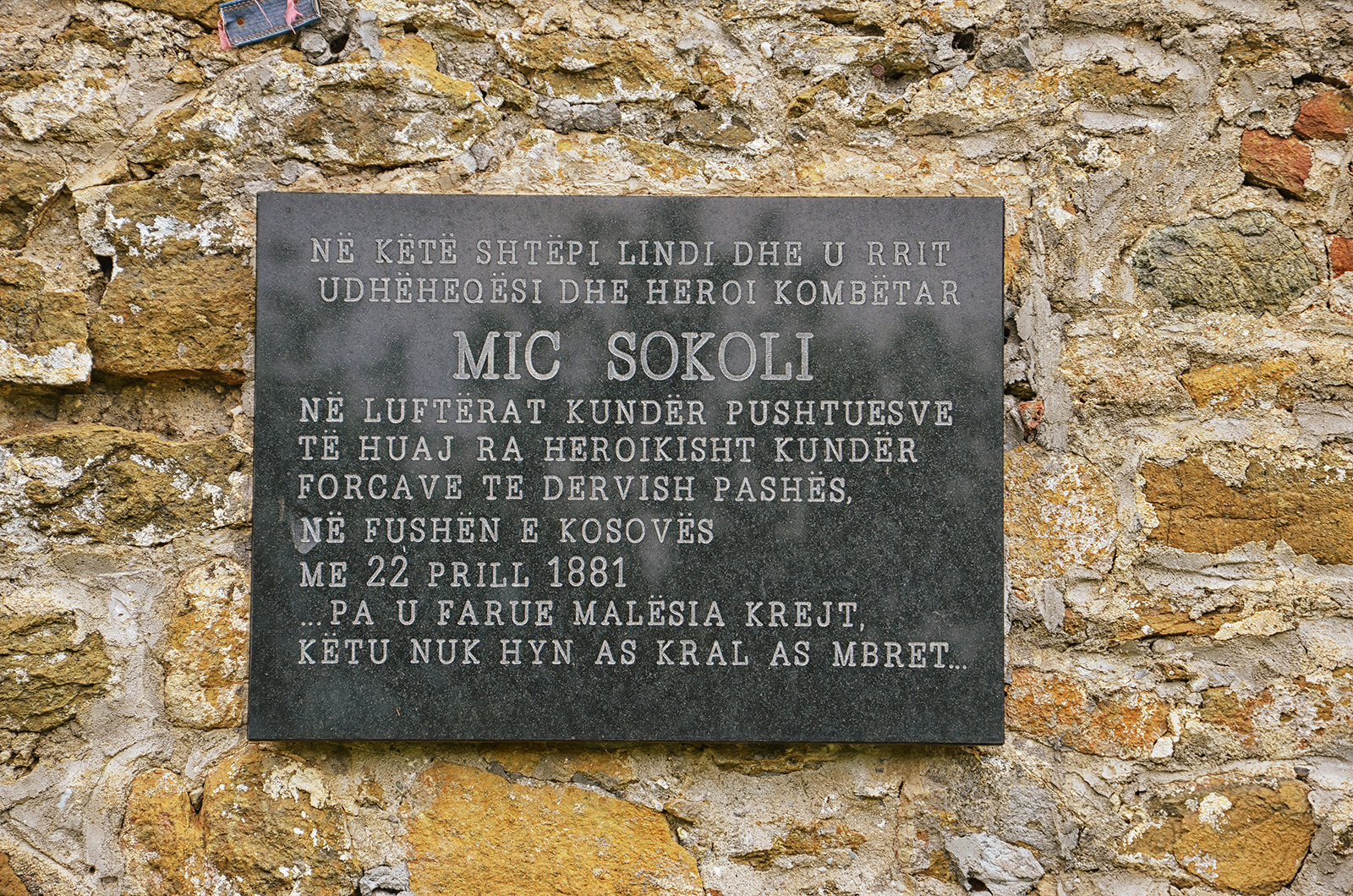
Tablica pamiątkowa ku czci Sokoliego we wsi Bujan

W okresie dyktatury komunistycznej Mic Sokoli otrzymał tytuł Bohatera Ludu, a jego dom w Tropoji został przekształcony w muzeum. Sulejman Krasniqi poświęcił Sokoliemu jedną ze swoich powieści. Ostatnie chwile albańskiego bohatera upamiętnia obraz autorstwa Sali Shijaku. Imię Sokoliego noszą ulice w Tiranie (dzielnica 21 Dhjetori), Peji, Gjakove, Ferizaju i w Mitrowicy.